# Коата
Коата, або мавпа-павук (Ateles) — мавпа Нового Світу родини коатових (Atelidae). Водиться в тропічних дощових лісах (25-30 метрів над землею) від півдня Мексики до Бразилії.

## Зовнішній вигляд і спосіб життя
Живляться в основному фруктами, але також іноді ласують листям, квітками та комахами. Хвіст настільки чіпкий, що мавпи з його допомогою можуть не лише висіти на гілках, але й підбирати різні предмети.
Павукоподібні мавпи мають унікальний спосіб отримання їжі: головна самка, як правило, відповідає за пошук джерел їжі. Якщо вона не може знайти достатньо їжі для групи, то ця група розпадається на дрібніші. Кожна група тісно пов'язана з її територією.